# Isole Miyako
Le isole Miyako (宮古列島?, Miyako Rettō) sono situate nella parte sud-occidentale della Prefettura di Okinawa e dell'arcipelago delle Ryūkyū, circa 300 km a sud-ovest dell'isola di Okinawa, in Giappone. Formano il piccolo arcipelago delle Sakishima insieme al gruppo delle isole Yaeyama, le uniche del paese situate più ad ovest delle Miyako. Le Miyako furono chiamate nel Cinquecento dai navigatori portoghesi Ilhas dos Reis Magos, (così nella mappa di Lopo Homem del 1554) nome poi mantenuto dagli olandesi nel Seicento come Dos Reijs Magos e dagli inglesi, nella grafia Dos Reys Magos con l'avvistamento di John Saris nel 1611.

## Isole abitate
Le varie isole delle Miyako sono state suddivise in due municipalità (市町村区?, shichōsonku):
- La città (市?, shi) di Miyakojima, che ha una propria giunta comunale.[5]
- Il villaggio (村?, son) di Tarama, l'unica municipalità del distretto di Miyako (宮古郡?, Miyako-gun).[6]

### Città di Miyakojima
- Città di Miyakojima. Sotto la sua giurisdizione ricadono i territori di altre isole, a due delle quali, Ikemajima e Kurimajima, è collegata con un ponte .[1] Le 6 isole principali sono:
  - Miyakojima, l'isola principale del gruppo delle Miyako, dove sorge il centro abitato principale delle Miyako, è famosa per la sua bellezza, in particolare il capo Higashi-hennazaki (東平安名岬?), situato ad est, che è stato inserito tra i monumenti designati del Giappone per la sua bellezza scenica.[7]
  - Ikemajima
  - Irabujima
  - Kurimajima
  - Ōgamijima
  - Shimojishima

### Villaggio di Tarama
- Villaggio di Tarama. Sotto la sua giurisdizione ricadono i territori di due isolette situate a circa 30 km da Miyakojima:
  - Taramajima, l'isola principale del villaggio, dotata di infrastrutture turistiche, un aeroporto ed un regolare servizio di traghetti
  - Minnajima, pressoché disabitata.[8]